# Форначе Ђулиодори (Анкона)
Форначе Ђулиодори је насеље у Италији у округу Анкона, региону Марке.
Према процени из 2011. у насељу је живело 86 становника. Насеље се налази на надморској висини од 66 м.